# Clive Standen
Clive James Standen (Holywood, Irlanda del Nord, 22 de juliol de 1981) és un actor irlandès conegut per interpretar Bryan Mills a la sèrie de l'NBC Taken, basada en la pel·lícula del mateix nom, així com a Rol·ló a la sèrie Vikings, Sir Gawain a la sèrie de Starz Camelot, Archer a la sèrie de televisió de la BBC Robin Hood i a Carl Harris al programa de ciència-ficció britànic Doctor Who.

## Filmografia
| Any  | Títol                  | Paper                           | Notes                   |
| ---- | ---------------------- | ------------------------------- | ----------------------- |
| 2004 | Ten Days to D-Day      | Oficial de comandament canadenc |                         |
| 2005 | Tom Brown's Schooldays | Brooke                          | Pel·lícula de televisió |
| 2006 | Heroes and Villains    | Pete                            |                         |
| 2007 | Namastey London        | Charlie Brown                   |                         |
| 2010 | Eating Dust            | Spence                          |                         |
| 2012 | Martell dels Déus      | Hagen                           |                         |
| 2015 | Everest                | Ed Viesturs                     |                         |
| 2018 | Patient Zero           | Colonel Knox                    |                         |
| 2022 | El preu de la venjança | William Duncan                  |                         |

| Any          | Títol           | Paper               | Notes           |
| ------------ | --------------- | ------------------- | --------------- |
| 2004         | Waking the Dead | Martin Raynor       | 1 episodi       |
| 2005         | Doctors         | Charlie Halliday    | 3 episodis      |
| 2007         | Zero Hour       | Major Alan Marshall | 1 episodi       |
| 2008         | Doctor Who      | Private Harris      | 3 episodos      |
| 2009         | Robin Hood      | Archer              | 3 episodis      |
| 2010         | Camelot         | Gawain              | Sèrie regular   |
| 2013–present | Vikings         | Rol·ló              | Paper principal |
| 2014         | Atlantis        | Telemon             | 2 episodis      |
| 2017–2018    | Taken           | Bryan Mills         | Paper principal |

| Any  | Títol                                    | Paper                              |
| ---- | ---------------------------------------- | ---------------------------------- |
| 2010 | Aliens vs. Predator                      | Diversos personatges marins/civils |
| 2012 | Inversion                                | Leo/Gulthar                        |
| 2012 | Tom Clancy's Ghost Recon: Future Soldier | Kosak                              |

Teatre
- The Invention of Love, Salisbury Playhouse (2006) – Moses Jackson[1][2][3]
- West Side Story, The Royal Albert Hall (2000) – Diesel
- The Ballad of Salmon Pavey, Globe Theatre Shakespeare (1999–2000) – Nathanial Giles